# L'agguato delle cento frecce
L'agguato delle cento frecce (Dakota Incident) è un film del 1956 diretto da Lewis R. Foster. Il film è conosciuto in Italia anche con il titolo Agguato delle 100 frecce.
È un western statunitense con Linda Darnell, Dale Robertson, John Lund, Ward Bond e Regis Toomey.

## Produzione
Il film, diretto da Lewis R. Foster su una sceneggiatura di Frederick Louis Fox, fu prodotto da Michael Baird, come produttore associato, per la Republic Pictures e la Landmark Productions (compagnia di Baird) e girato nel Red Rock Canyon State Park a Cantil, California, da metà dicembre 1955 all'inizio di gennaio 1956.

## Distribuzione
Il film fu distribuito con il titolo Dakota Incident negli Stati Uniti dal 23 luglio 1956 al cinema dalla Republic Pictures.
Altre distribuzioni:
- in Svezia il 10 dicembre 1956 (Dödsfällan vid Laramie)
- in Francia il 19 luglio 1957 (Guet-apens chez les Sioux)
- in Danimarca il 24 febbraio 1958 (Omringet af rødhuder)
- in Finlandia il 3 ottobre 1958 (Dödsfällan vid Laramie) (Laramien kuolemanloukku)
- in Austria (Die Todesschlucht von Laramie)
- in Brasile (O Código das Armas)
- in Italia (L'agguato delle cento frecce)
- in Germania Ovest (Die Todesschlucht von Laramie)

## Promozione
La tagline è: Passions gone wild in an outlaw wilderness!.